# Wireless Telephony Application Interface
La Wireless Telephony Application Interface (WTAI) est une partie du protocole WAP destiné aux terminaux mobiles (téléphones portables, PDA...). Implémentée en langage WML, elle donne accès à diverses fonctionnalités spécifiques à ces technologies.
Cette interface permet, par exemple, d'appeler d'un clic un numéro de téléphone, en tant que lien hypertexte, depuis une page consultable par l'Internet.

## Exemple
```
<
a
 
href
=
"wtai://wp/mc;0033102030405"
/>
Appelez moi au 01 02 03 04 05 !
</
a
>

```